# Décembre 2010 en sport
Pour un article plus général, voir 2010 en sport.

## Principaux rendez-vous
- 7 décembre au 19 décembre : Championnat d'Europe de handball féminin 2010 au Danemark et en Norvège
- 15 au 19 décembre : Championnats du monde de natation en petit bassin 2010 à Dubaï aux Émirats arabes unis.
- 12 décembre : Championnats d'Europe de cross-country 2010.
- 12 décembre au 18 janvier : Championnat du monde junior de hockey sur glace 2011.
- 29 décembre : finale de la Coupe de la Ligue de hockey sur glace 2010-2011.